# Urdenbach
Urdenbach ist ein Stadtteil der nordrhein-westfälischen Landeshauptstadt Düsseldorf. Der Stadtteil hat rund 10.700 Einwohner, die über eine Fläche von 7,56 Quadratkilometern verteilt leben (Stand: Dezember 2016).
Für den Namen Urdenbach werden in alten Dokumenten folgende Schreibweisen verwendet: Vrdenbach, Vyrdenbach, Oerdenbach und bis ins 19. Jahrhundert Ordenbach. Vor 1592 wurde der Name häufig zusätzlich mit der Präposition up, op oder of versehen. Zur Namensdeutung gibt es mehrere Varianten. Eine dieser Varianten geht von einem keltischen Namen für Sumpfland aus, das mit Urdefa bezeichnet wurde. Nach einer anderen Variante ist der Name von dem Bach abgeleitet, der heute noch durch Urdenbach verläuft (siehe auch: Urdenbacher Altrhein). In einer Kartenskizze von 1674 wird der südliche Mündungsarm der Itter Ordenbach genannt. Up der Ordenbach wäre damit eine Lagebezeichnung für eine Siedlung gewesen. Eine Urkunde von 1523 bestätigt diese Variante. Hierin wird für das Kirchenspiel Benrath angeführt: „Raede ader Benraide im Lande van Berge bei der Vyrdenbach gelegen“.

## Geografische Lage
Urdenbach liegt ganz im Süden von Düsseldorf und grenzt im Norden an den Stadtteil Benrath sowie den Schlosspark, im Osten an den Stadtteil Garath, im Westen bildet der Rhein die Grenze und im Süden das Altrheinbett mit der sich anschließenden Auenlandschaft, die als Naturschutz- und Überschwemmungsgebiet, nicht bebaut werden kann. Von Letzteren, Urdenbacher Kämpe genannt, gehört der nördliche Teil zu Urdenbach und der südliche ab etwa Höhe Haus Bürgel, zu Monheim am Rhein.

## Geschichte

### Allgemein
Urdenbach muss spätestens zu Beginn des 14. Jahrhunderts bestanden haben. In einer Gerichtserkundung von 1555 wird für das Amt Monheim 1363 unter anderem eine Ortschaft Ordenbach angeführt. In einem weiteren Dokument von 1385 wird für die Lage eines Hofes up der Oerdenbach angegeben. Ein Gerichtssiegel von 1454 wird verwendet für das Landgericht Ordenbach und Hemmelgeist. Für dieses Gericht wird angeführt, dass die honschafft (Ortschaft) Ordenbach 3 Scheffen (Schöffen) und Hemmelgeist den Vogt und 4 Scheffen für die 5 honschafften: Benrod, Itter, Hemmelgeist, Wersten und Holthusen, beistellen. Im späten Mittelalter war Urdenbach somit neben Himmelgeist im Düsseldorfer Süden eine der Hauptortschaften.

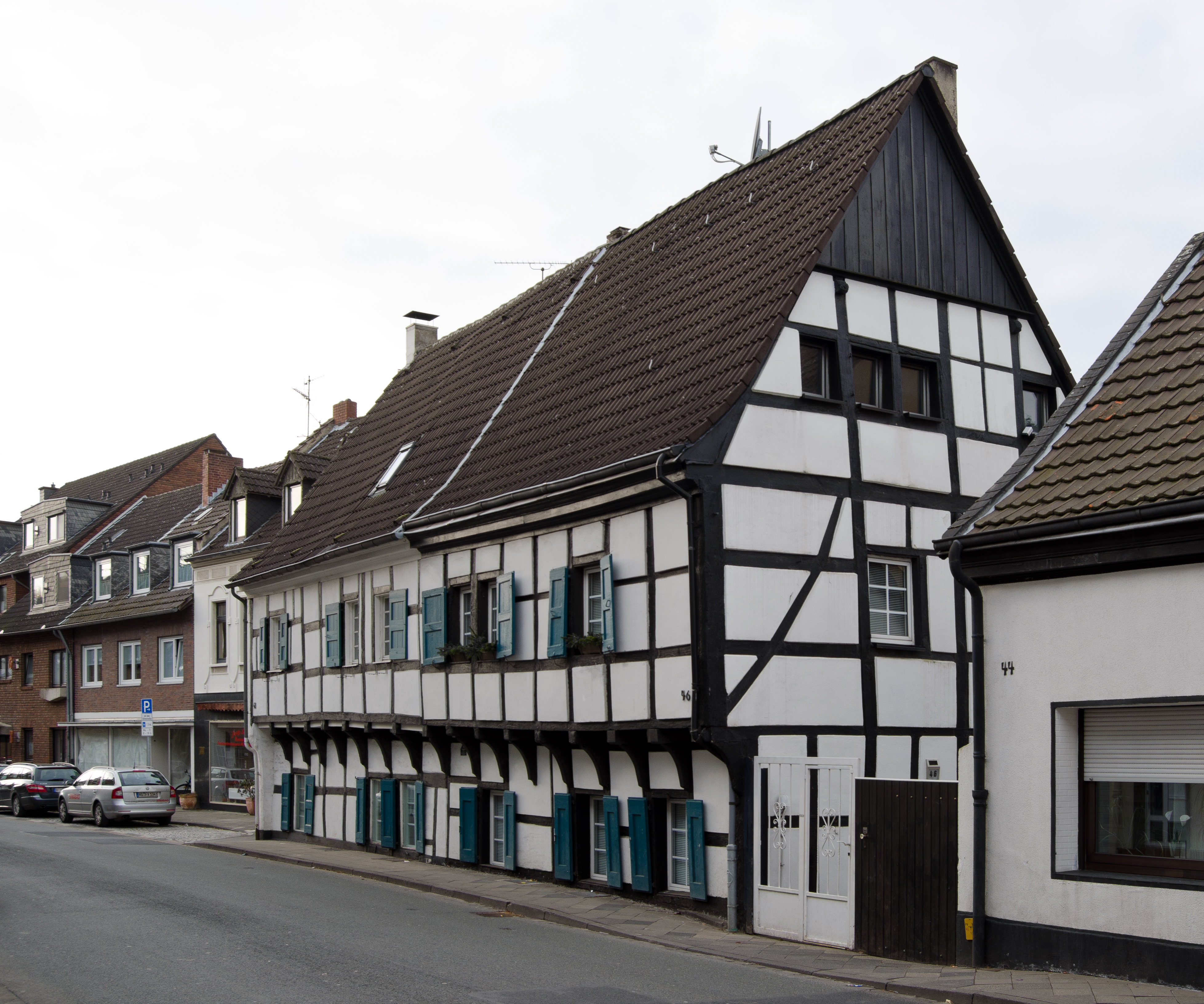
Altes Gerichtsgebäude von 1535

In der Gerichtserkundung von 1555 werden für das Amt Monheim 5 Gerichte namentlich angegeben und zwar neben Monheim: Hittorp, Richrod, Ordenbach und Hemmelgeist. In diesem Dokument wird zusätzlich angeführt: „seindt unijrt und Hemmelgeist in Ordenbach geschlagen“. Das Gericht tagte somit in Urdenbach. Als Gerichtsgebäude wird das 1535 errichtete und noch heute bestehende Fachwerkhaus, Urdenbacher Dorfstraße 44/48, benutzt. Bemerkenswert ist, dass die Gerichte in Himmelgeist und Urdenbach als einzige im Amt Monheim ihre Konsultationen im Hauptgericht Kreuzberg hatten.

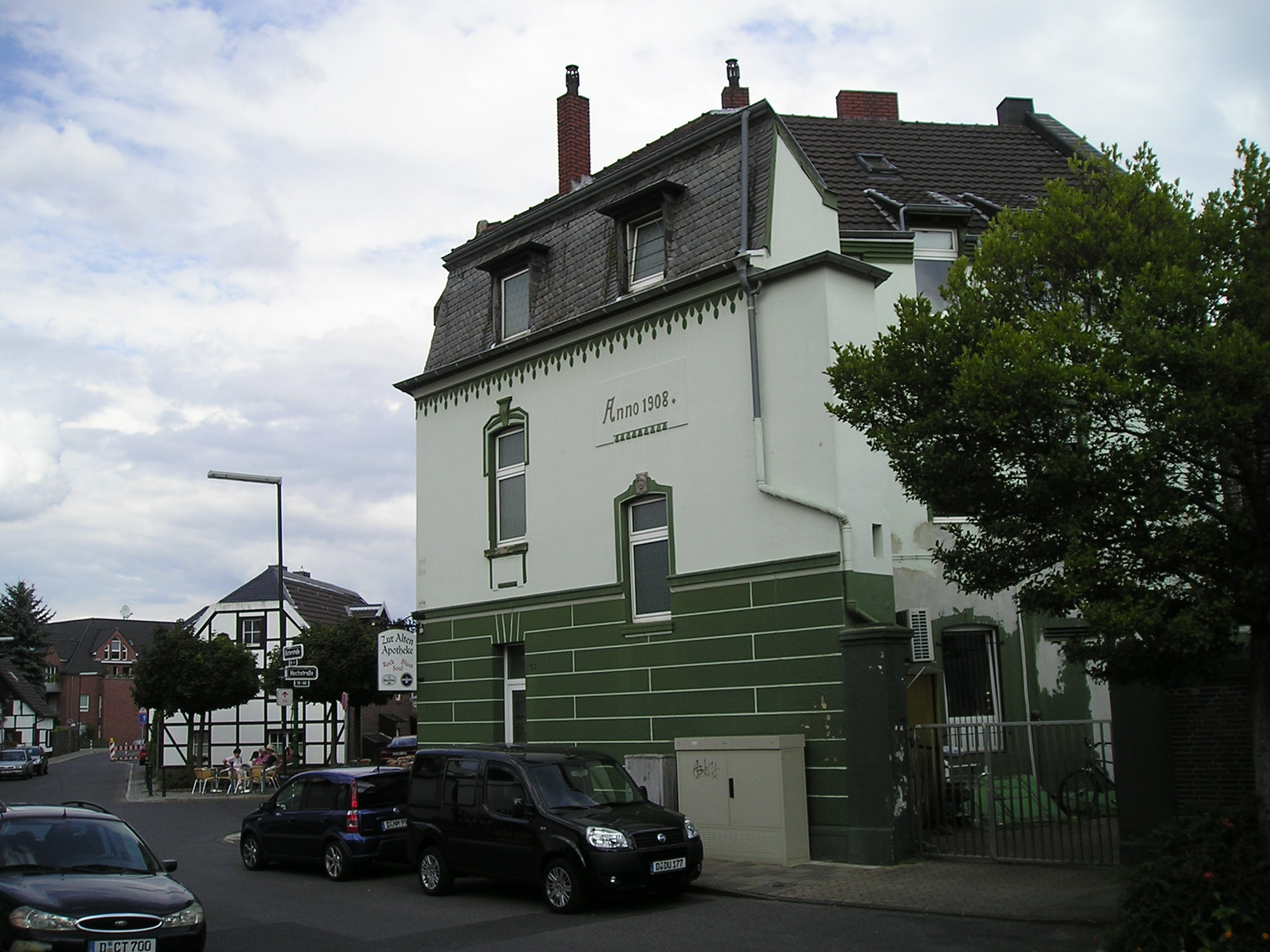
Zur Alten Apotheke

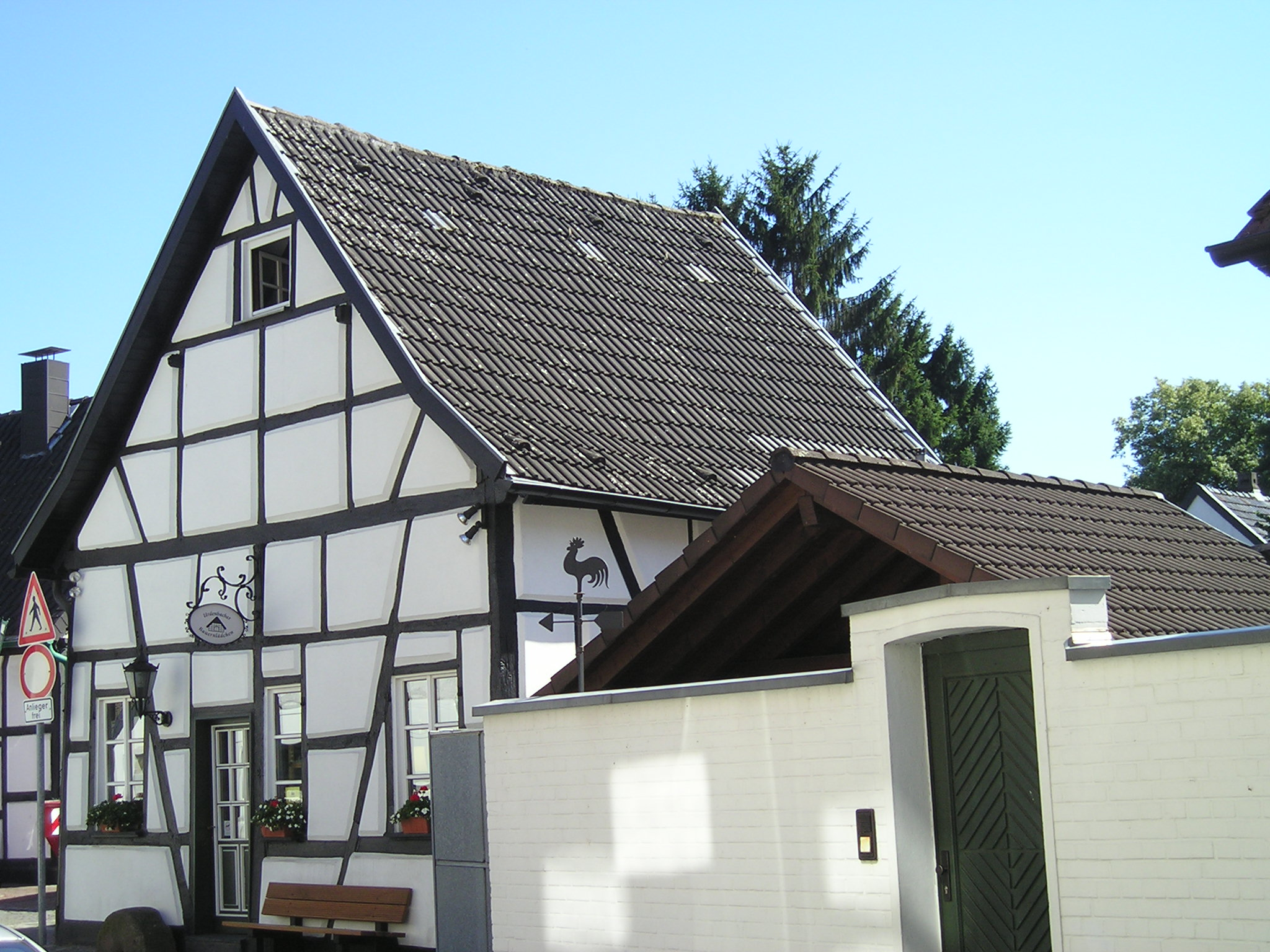
Fachwerkhaus

Von den größeren Gütern und Höfen in der Gemarkung Urdenbach sind alte Urkunden vom Braß-Gut, Buchholzer Hof, Hof Vollhausen und Haus Endt vorhanden. Das Gebiet um die Ortschaft Urdenbach bestand bis nach dem 15. Jahrhundert weitgehend aus Wäldern, die teilweise dem Neusser Frauenstift St. Quirin gehörten. Teile dieser Wälder wurden gerodet und die neuen Ländereien zur Erbpacht vergeben oder verkauft.
- 1430 erwirbt der bergische Kanzler Peter von Lennep den Hof Vollhausen vom Neusser Kapitel. Spätere Eigentümer des Hofes sind im 16. Jahrhundert die Familie Hammerstein und danach die Herren von Troisdorf.[9]
- 1438 wird der Buchholzer Hof als Eigentum des Neusser Frauenstifts St. Quirin angeführt. Der Stift verpachtete den Hof an Halfmännder. Diese mussten die Hälfte des Hofertrages als Pachtgebühr an den Stift abführen. Der Hof blieb bis zur Säkularisation 1802 im Besitz des Stiftes und wurde dann Eigentum des Staates. 1830 wurde der Hof von Johann Peter Urban Leven, dem Benrather Bürgermeister, erworben. 1842 kauft der Fürst Peter von Arenberg den Hof vom Eigentümer Leven. Im 20. Jahrhundert wechselt mehrfach der Besitzer, bis er Eigentum der Stadt Düsseldorf wurde. Anfang der 1970er Jahre wird der Hof für die Bebauung von Garath abgerissen.[10]
- 1664 erwirbt die reformierte Gemeinde Urdenbach die Besitzrechte am Braß-Gut.[9]
- Das 1974 abgerissenen Vorderhaus Endt stammte aus dem Jahr 1659. Die Hofanlage mit Herrenhaus, Scheune und Stallungen ist aber älter. Von der Familie Kappel, bezeugt ein Peter Kappel (geb. 1586) bei den Verhandlungen des Westfälischen Friedens, dass bereits 1582 in Benrath und Urdenbach die reformierte Religion ausgeübt wurde. Der Vater von Peter Kappel, Gerhard Kappel, bewirtschafte aber bereits den Hof Endt. Als der Kurprinz Jan Wellem 1682 den Landtag einberief, weigerten sich die Stände, im damaligen Wasserschloss Benrath zu tagen. Sie eröffneten deshalb die Verhandlungen im Haus Endt. Um 1770 musste die Familie Kappel den Hof verkaufen, da sie bei dem damaligen Kurfürsten Carl Theodor in Ungnade gefallen war. Danach wechselte der Hof mehrfach den Besitzer. Der letzte Privatbesitzer, Diergardt, verkaufte 1960 den Hof an die Stadt Düsseldorf.[11]

Mit dem Niedergang des Rheinhandels verlor der Ort ab Ende des 18. Jahrhunderts seine Bedeutung, und 1808 zur Franzosenzeit wurde Düsseldorf-Benrath zur Obergemeinde im heutigen Düsseldorfer Süden. Die ehemalige größere Bedeutung Urdenbachs ist noch heute an vielen Sehenswürdigkeiten und Fachwerkhäusern zu erkennen. Hierzu zählen unter anderem die Böke-Pomp von 1874, das Spritzenhaus von 1784, die barocke evangelisch-calvinistische Dorfkirche von 1692/1693 und die neuromanische katholische Herz-Jesu-Kirche. 1893 bis 1894 wurden von dieser Kirche Chor und zwei Längshausjoche errichtet. Der endgültige Ausbau und die Fertigstellung erfolgten 1914.

### Wirtschaftliche Aktivitäten
Urdenbach war nach dem Spätmittelalter ein Dorf, in dem die Bevölkerung neben der Landwirtschaft und dem Fischfang auch Handel und die Herstellung von Töpferwaren betrieb. Urdenbach war ein bedeutender Handelsort mit einem Handelshafen am Altrhein, der sich nach einem extremen Hochwasser im 14. Jahrhundert gebildet hatte. Schwerpunkt des Handels war der Vertrieb von Holz, das über Flösse nach Urdenbach gelangte.
Die Bedeutung des Hafens im Mittelalter ist erkennbar bei der Belagerung der Stadt Neuss durch Karl den Kühnen von Burgund 1475. Das Ersatzkorps für Neuss, das die Stadt Köln stellte, wählte als Standort für das Nachschublager Urdenbach. Der Nachschub wurde mit Rheinschiffen über den Hafen angeliefert.
Der bedeutende Holzhandel ist 1580 urkundlich nachweisbar. Weiterhin wird in diversen Ausgaben der „Gülich bergischen wöchentlichen Nachrichten“ Mitte des 18. Jahrhunderts über die häufigere Ankunft von Holzhändlern in Urdenbach berichtet.

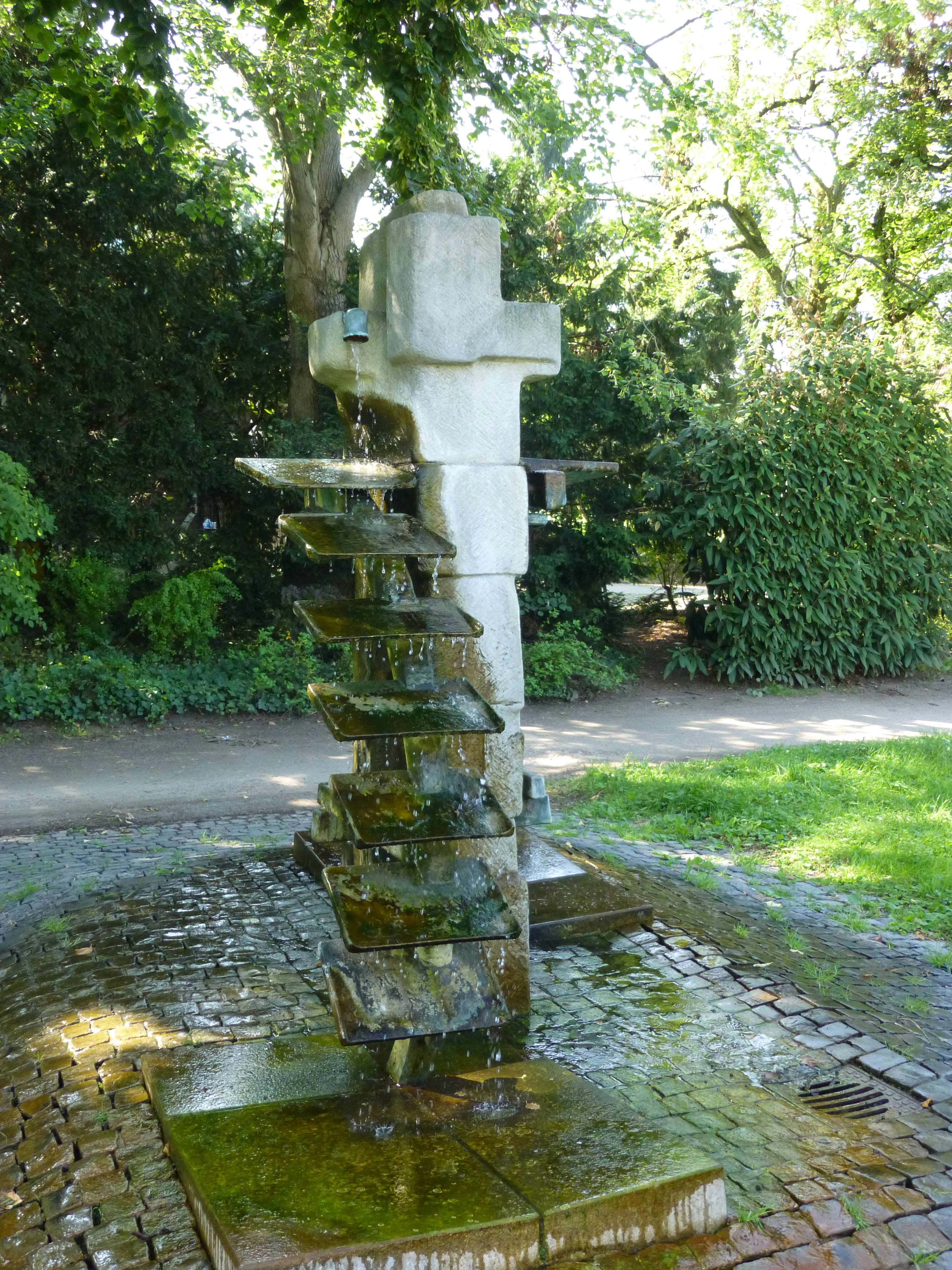
Mühlendenkmal in Urdenbach

Eine Mühle in der Nähe des Altrheines bestand bis zum 20. Jahrhundert. Sie gehörte ursprünglich zum Benrather Schloss und wurde verpachtet. Diese Mühle musste im 14. Jahrhundert erneuert werden und dabei wurde der Standort direkt vom Ufer etwas nach Osten verlegt. 1774 hatte sich der damalige Pächter im Pachtvertrag verpflichtet, eine neue Mühle im Bereich von Haus Endt an einem dortigen Teich zu errichten. Dieser weitere Standortwechsel für die Mühle wurde jedoch nicht ausgeführt und sie verblieb am zweiten Standort bis zu ihrem späteren Abriss. Aktuell erinnert ein Denkmal am Ende der Urdenbacher Dorfstraße an diese Mühle.
Neben Benrath war in Urdenbach das Töpferhandwerk bis zum 19. Jahrhundert verbreitet. Die erzeugten Töpferwaren hatten weit über das Herzogtum Jülich-Berg hinaus einen sehr guten Ruf. In einem Schreiben von Kurfürst Karl Philipp vom 28. Oktober 1717 an die Düsseldorfer Hofkammer wies er diese an, die jungen Russen, die Peter der Große nach Berg zur Erlernung des Töpferhandwerkes schicken würde, entsprechend an die Töpfereien zu vermitteln. Aktuell weist nur noch die Töpferstraße im Ort auf dieses ehemalig betriebene Handwerk hin.
In der ersten Hälfte des 19. Jahrhunderts wurde begonnen, den Rhein auszubauen und durch zusätzlichen Deichbau und die Anlegung von Kribben die Strömungsgeschwindigkeit zu erhöhen. Hierdurch wurde die Bildung von Sandbänken im Hauptstrombereich unterdrückt und dadurch die Schifffahrt erleichtert. Trotzdem war um Mitte dieses Jahrhunderts der Einsatz von Flusslotsen, die die örtlichen Gegebenheiten im näheren Flussbereich genauer kannten, noch üblich. 1845 wurden 4 Urdenbacher Lotsen für die Bereiche Rheinaufwärts „Urdenbach bis Piwipp“ und Rheinabwärts „Urdenbach bis Stürzelberg“ von der preußischen Bezirksregierung bestätigt.
In der zweiten Hälfte des 19. Jahrhunderts war der Hafen bereits verlandet und der Handel über den Rhein weitgehend eingestellt. Neben der Landwirtschaft wurden Woll- und Seidenweben, die Herstellung von Lehmziegeln und der Lachsfang im Ort betrieben.

### Religion

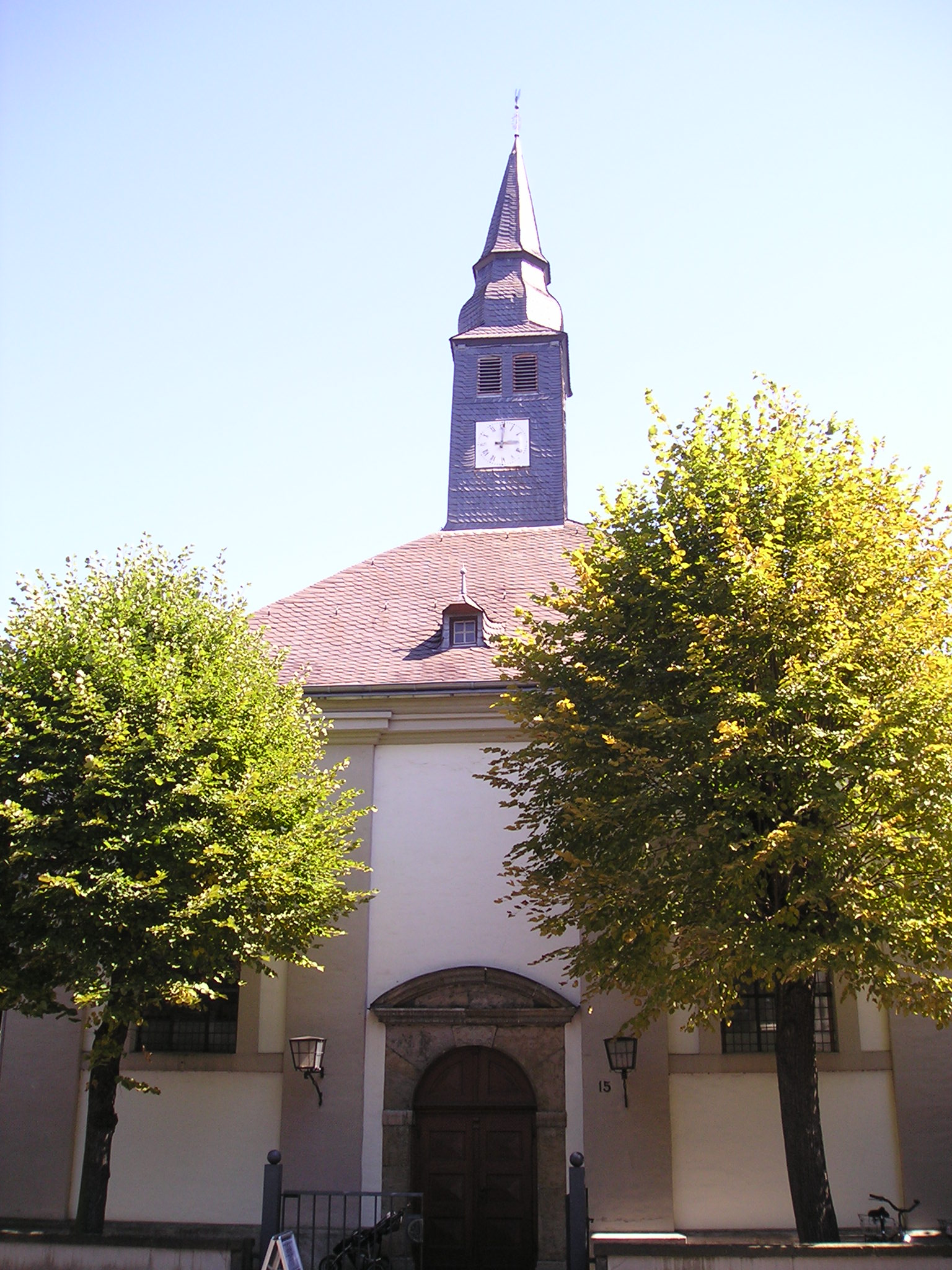
Urdenbacher Dorfkirche

In Urdenbach und dem benachbarten Benrath entstand schon in den letzten Jahrzehnten des 16. Jahrhunderts eine reformierte Kirchengemeinde, die ab 1609 die Benrather St.-Cäcilia-Kirche zur Nutzung erhielt. Nach dem Übertritt von Herzog Wolfgang Wilhelm zum Katholizismus wurde die Kirche 1616 wieder den Katholiken übergeben. Die Gemeinde, die nun ihren Schwerpunkt in Urdenbach hatte, existierte aber unter Führung ihres Predigers Thomas Kohlhagen als geheime Gemeinde fort. Sie konnte sogar ein Predigthaus errichten, dass allerdings 1639 zeitweise wieder geschlossen wurde und sich später als zu klein erwies. Nachdem 1684 der Beschluss zum Bau einer Kirche gefasst war, fand am  16. Juli 1688 die Grundsteinlegung der Kirche statt.
Der Bau wurde auf dem Gelände eines 1664 von der Gemeinde in Erbpacht erworbenen Braß-Gutes errichtet. Sie gehört damit zu den ältesten evangelischen Kirchen im Stadtgebiet von Düsseldorf. Die Berger und die Neanderkirche sind nur wenige Jahre älter. Die Dorfkirche brauchte weiterhin nicht, wie die beiden anderen Kirchen in Düsseldorf, in einem Hinterhof versteckt zu werden.

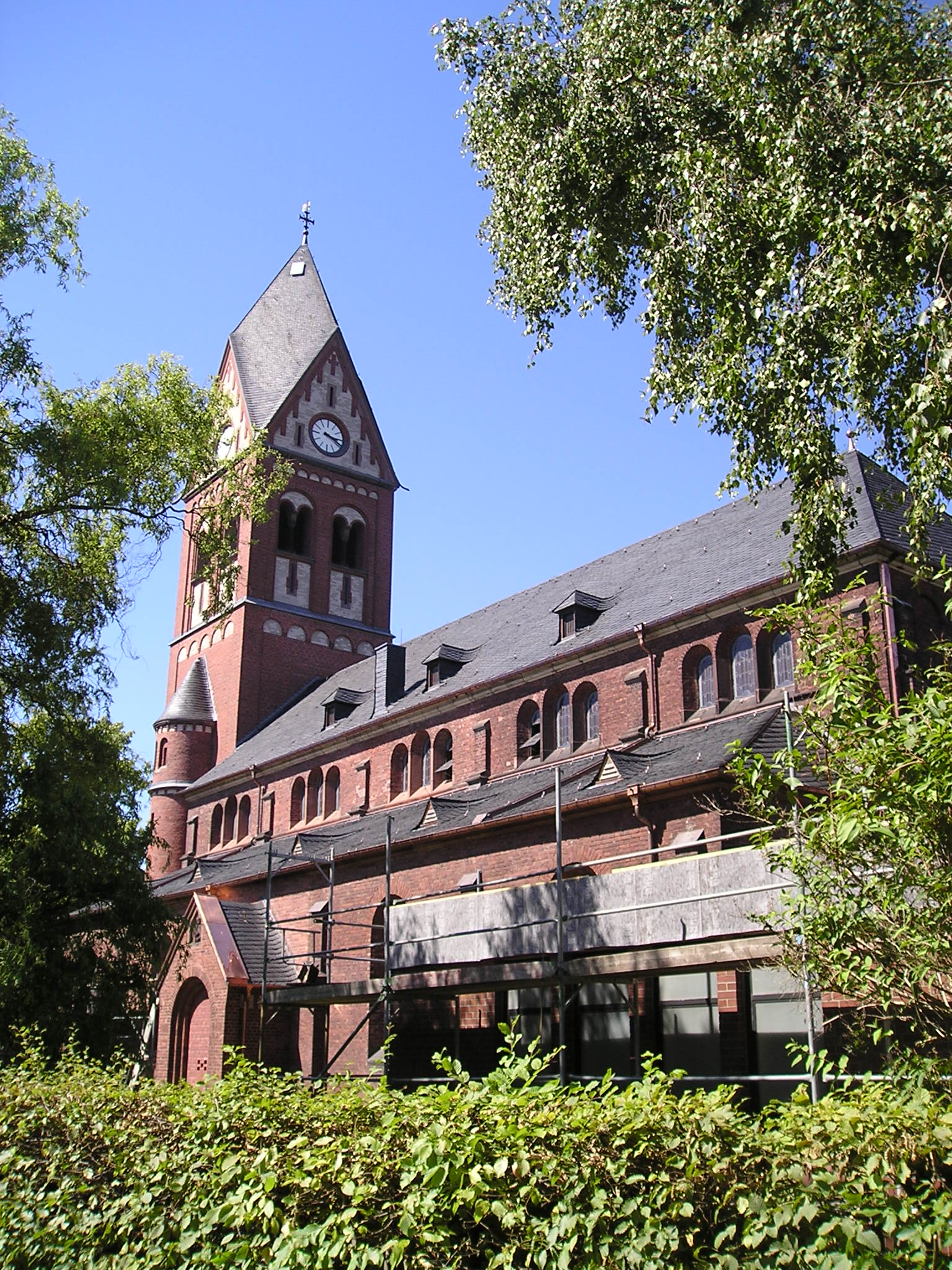
Herz-Jesu-Kirche

In einer Beschreibung von 1715 über das Herzogtum Berg wird für das Amt Monheim und die damaligen Kirchspiele Düsseldorfs mit den umliegenden Gemeinden angeführt, dass nur die Ortschaft Urdenbach zu diesem Zeitpunkt reformiert war.
Obwohl der Anteil der Katholiken an der Gesamtbevölkerung in Urdenbach bereits Anfang des 19. Jahrhunderts deutlich den der Protestanten überstieg, war die katholische Gemeinde von Benrath sehr lange auch für die Urdenbacher zuständig. Von den fast 1100 im Ort lebenden Personen waren 1832 642 Katholiken und nur 410 Protestanten neben 25 Juden.
Als mit der Ansiedlung der Industrie im Großraum Benrath ab Ende des 19. Jahrhunderts in Urdenbach durch Zuzug die Anzahl katholischer Gläubiger weiter stark angestiegen war, wurde der Bedarf für eine eigene Kirche im Ort immer größer. Mit dem Bau der katholischen Herz-Jesu-Kirche wurde aber erst 1893 begonnen. Bereits ab 1894 konnten Gottesdienste in der noch nicht fertigen neuen Kirche abgehalten werden. Die Fertigstellung der Kirche erfolgte bis 1912.
Ein Hinweis auf die ehemalige besondere Situation der evangelischen und katholischen Religion im Gebiet Benrath/Urdenbach sind die noch aktuell gültigen Grenzen der Kirchengemeinden. Abweichend von den kommunalen Grenzen reicht die evangelische Gemeindegrenze von Urdenbach im Nordosten bis zur Telemannstraße/Spohrstraße/Flotowstraße. Die Zuständigkeit der katholischen Kirchengemeinde endet dagegen bereits an der Koblenzer Straße/Südallee. Beide Bereiche umfassen damit Gebiete, die kommunal heute zu Benrath gehören. Ursache hierfür ist vermutlich die größere Bedeutung von Urdenbach im Vergleich mit Benrath vor dem 19. Jahrhundert.

### Siedlungsbau
Mit der Industrialisierung im Großraum Benrath Ende des 19. Jahrhunderts begann auch eine stärkere Zuwanderung von Personen in die Gemeinde Urdenbach. Diese siedelten sich weitgehend im und um den alten Dorfkern an. Dies waren überwiegend die Gebiete zwischen der Angerstraße im Westen, der Leostraße, die ab 1930 in Töpferstraße umbenannt wurde, im Osten, der Kohlhagenstraße im Norden und begrenzt im Süden durch den Hochwasserdamm am Altrhein. Die umliegenden Gemeindebereiche waren bis Ende des Zweiten Weltkrieges noch weitgehend Flächen, die für die Landwirtschaft genutzt wurden.
Im Bereich der Straße „Urdenbacher Acker“ wurde allerdings bereits ab 1933 mit dem Bau einer kleinen Siedlung für Kurzarbeiter begonnen. Diese Siedlung erhielt am 12. Oktober 1934 den offiziellen Namen „Urdenbacher Acker“. Es folgte am 24. November 1937 auf Vorschlag der Stadtverwaltung im näheren Bereich dieser Siedlung die Namensgebung für diverse Feldwege vom Polizeipräsidenten. Zu diesen neu benannten Straßen gehörten: Leutweinstraße, Lüderitzstraße, Meyer-Waldeck-Straße, Petersstraße, Sodenstraße, Solfstraße, Trothastraße und Woermannstraße. Ebenfalls wurde der Bereich der Straße Urdenbacher Acker an der Kurzarbeitersiedlung bis über der neuen Woermannstraße hinaus nach Süden verlängert.
Vier der Straßen wurden durch die Nationalsozialisten „nach verdienten Männern der deutschen Kolonialgeschichte benannt“. Diese waren Theodor Gotthilf Leutwein (1849–1921), Franz Adolf Eduard von Lüderitz (1834–1886), Carl Peters (1856–1918) und Adolph Woermann (1847–1911). 2018 hatte der Kulturausschuss die Mahn- und Gedenkstätte und das Stadtarchiv Düsseldorf damit beauftragt, zusammen mit einem wissenschaftlichen Beirat, Straßennamen in Düsseldorf nach ihren Namensgebern, verstorben nach 1870, zu überprüfen. Elf Straßen sollten in Düsseldorf umbenannt werden, davon die vier Straßen in Urdenbach. Aus Leutweinstraße wurde im Februar 2024 Auenblick, die Petersstraße wurde zum Eisvogelweg, die Woermannstraße heißt nun Am Auwald und die Lüderitzstraße An der Kämpe.
Nach dem Krieg wurde der Bebauungsplan nördlich der Lüderitzstraße geändert und statt der Meyer-Waldeck-Straße und der Throtastraße wurden östlich der Solfstraße das Gebiet mit neuen Straßen umstrukturiert. Noch unbebauten Gebiete in Urdenbach wurden bis etwa Ende der 1990er Jahre, sieht man von den Urdenbacher Kämpen ab, fast vollständig durch neue Siedlungen urbanisiert. Beispielsweise wurden folgende Neusiedlungen angelegt:
- Die „Schlosspark-Siedlung“ wurde ab 1947 als erste der neuen Siedlungsbereiche für etwa 100 Familien südwestlich der Koblenzer Straße errichtet. Straßen der Siedlung sind Peter-Adolphs-Straße, Peterstraße, Eßliger Straße, Kammerathsfeldstraße, Reutlinger Straße und Woermannstraße. Typisch für diese Siedlung waren größere Parzellen mit kleinen Einfamilienhäusern, großen Gärten und kleinen Ställen für Kleinvieh wie Hühner, Kaninchen und Ziegen oder Schafen. Teilweise wurde die Parzellengröße zur Siedlungsverdichtung ab Ende der 1990er Jahre verkleinert und damit Bauplätze für weitere Gebäude geschaffen. Die Siedlung feierte 2017 ihr 70-jähriges Bestehen.[23]
- Das „Corelli-Viertel“ wurde überwiegend zwischen Anfang der 1970er bis Anfang der 1980er Jahre gebaut. Es liegt zwischen Südallee, Bahndamm, Koblenzer Straße und endet im Süden am Gymnasium Koblenzer Straße und der „Theodor-Litt-Realschule“. Letztere beide Schulkomplexe wurden 1967 und 1969 errichtet. Der Siedlungsbereich liegt an der Corellistraße, dem Namensgeber, die als Ringstraße in der Mitte der Siedlung liegt. Im Gegensatz zur Schlosspark-Siedlung waren die Parzellen in diesem Gebiet kleiner und es wurden neben Bungalows auch mehrstöckige Miethäuser und Gebäude für Eigentumswohnungen errichtet.[26]
- Mit der Errichtung der „Haus Endt-Siedlung“, die ab Ende der 1980er Jahre angelegt wurde, ist der letzte noch größere unbebaute Bereich in Urdenbach zwischen der Urdenbacher Dorfstraße und dem Rhein für eine Besiedlung erschlossen worden. Der Name bezieht sich auf eine alte seit dem 15. Jahrhundert nachweisbaren Hofanlage, deren Gehöfte im äußersten Osten der jetzigen Siedlung gelegen hatten. Diese Hofanlage wurde 1960 von der Stadt Düsseldorf erworben und ist 1974 abgerissen worden. Anfang der 1970er Jahre wurden ein großer Teil des ehemaligen Hofgebietes von der „Bremer Treuhandgesellschaft“ erworben, die das Gebiet erschließen und bebauen wollte. Wegen finanzieller Probleme, die Abwicklung eines Auftrages in Algerien führte für die Bremer zu hohen Verlusten, wurden viele Grundstücke in Urdenbach aus dem Bestand dieser Gesellschaft 1977 zwangsversteigert.[27][28] Hauptanschluss- und Anliegerstraße in dieser Siedlung, in der sowohl Bungalows wie auch mehrstöckige Häuser errichtet wurden, ist die Haus-Endt-Straße. Diese Straße zweigt südlich des Benrather Krankenhauses von der Urdenbacher Dorfstraße ab.

## Benrather Linie – Sprachgrenze
Durch Urdenbach führt die Sprachgrenze Benrather Linie. Ein kleines schönes Beispiel dafür ist die Bücherstraße (Bücher = Buchen), die an der Böke Pomp (Pumpe an den Buchen) vorbeiführt.

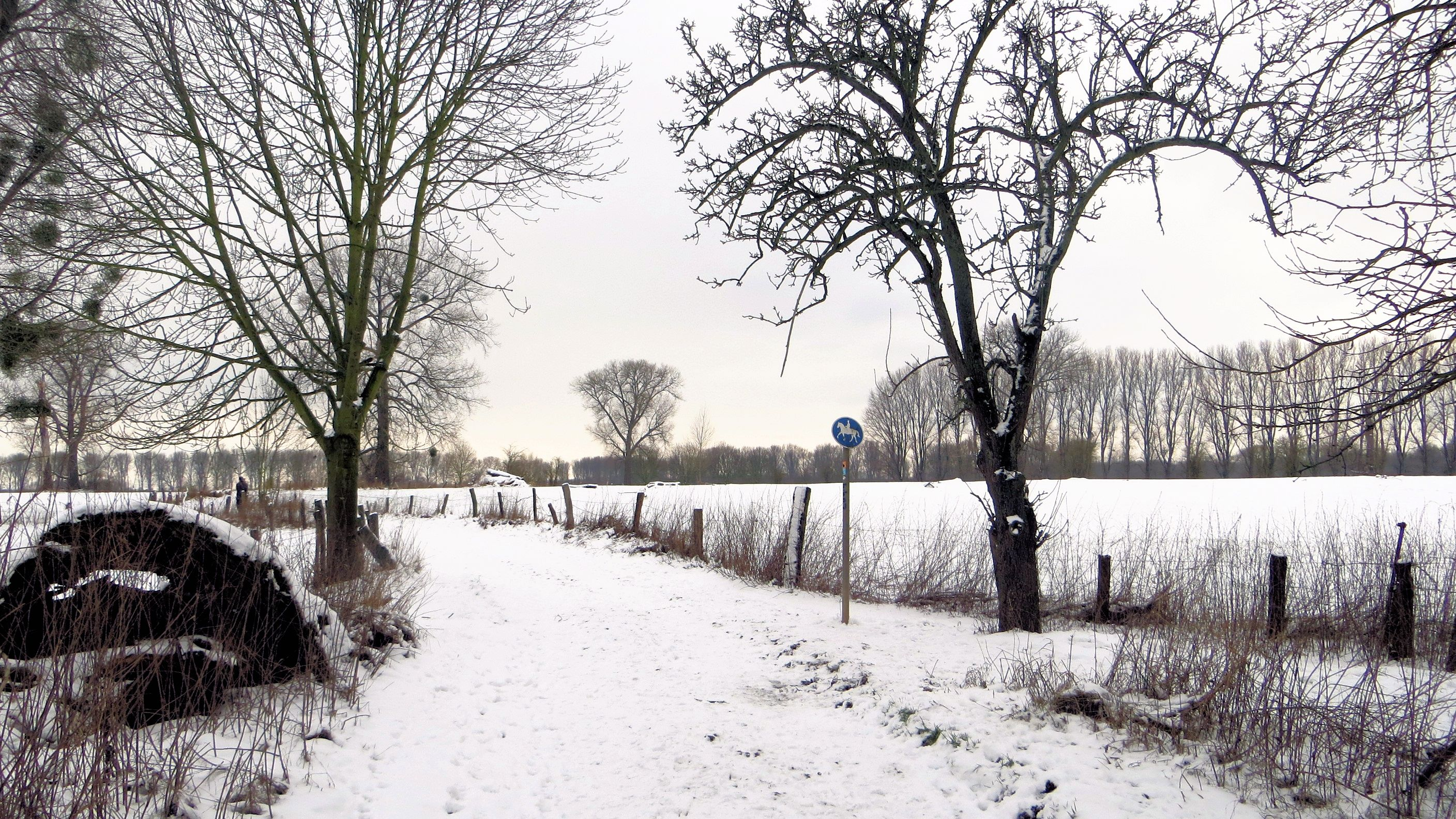
Naturschutzgebiet Urdenbacher Kämpe

## Urdenbacher Kämpe
An der Grenze zu Monheim am Rhein liegt das ökologisch wertvolle Naturschutzgebiet Urdenbacher Kämpe, eine Auenlandschaft und Überschwemmungsgebiet. Dieser Bereich umfasst das Gebiet zwischen dem Rhein und einen Altarm des Flusses, der entstand als der Rhein seinen Verlauf im 14. Jahrhundert nach einem Hochwasser um mehrere hundert Meter nach Westen verlegte.

## Brauchtum

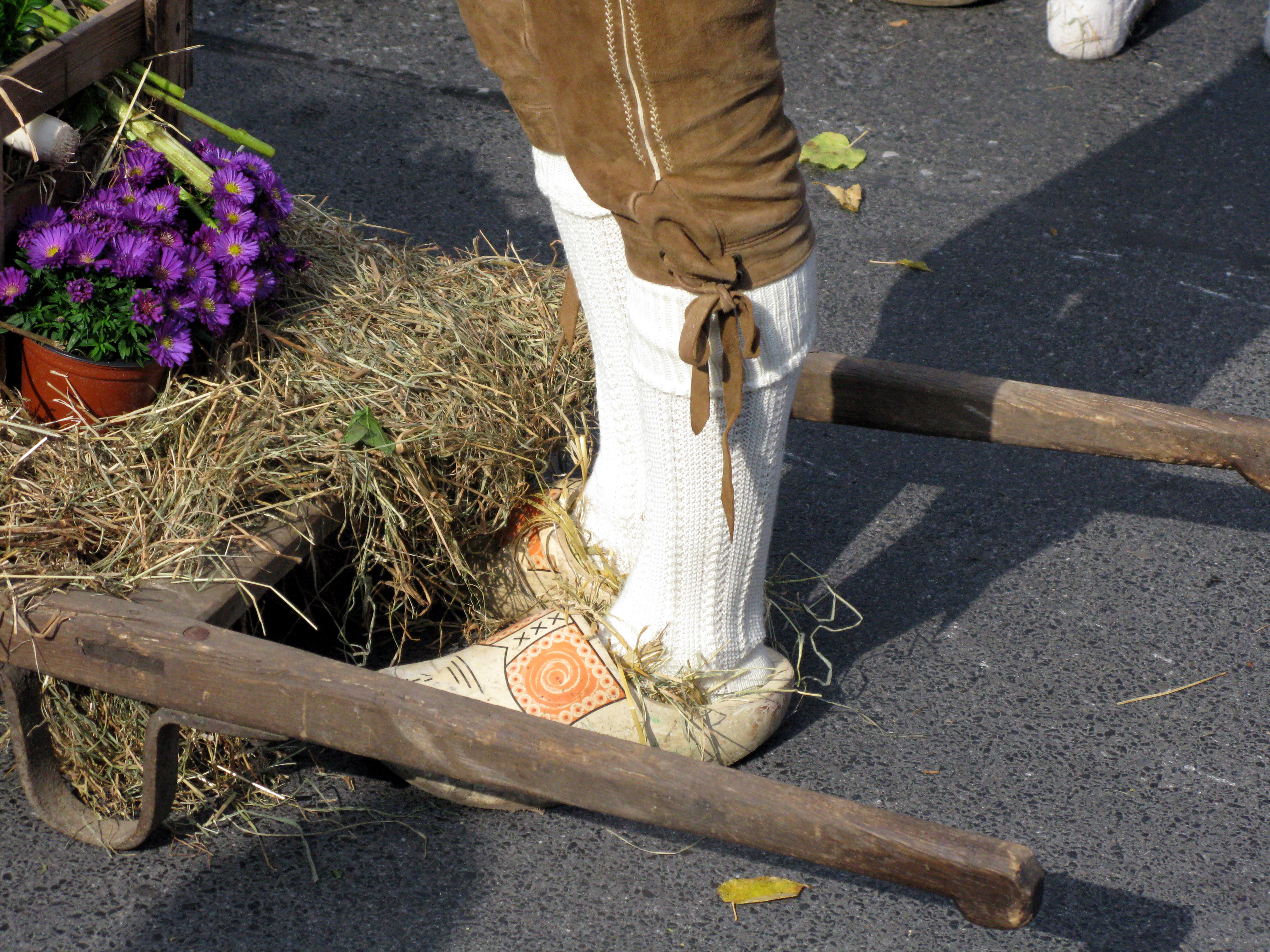
Blotschen und Holzschubkarre beim Erntedankfest

Zum Erntedankfest am ersten Sonntag nach dem 29. September findet ein Umzug statt, der neuerdings um 13 Uhr (früher 14 Uhr) am Urdenbacher Acker beginnt und bei dem geschmückte Wagen von alten Traktoren (teilweise aus den 1920er und 1930er Jahren) oder von Arbeitspferden gezogen werden. Im Anschluss daran beginnt an der Böke-Pomp auf der Hochstraße das Schürreskarren-Rennen. Dabei tragen die Einheimischen als „Blotschen“ bezeichnete Holzklotschen (Holzschuhe) und laufen mit Holzschubkarren, die mit Obst und Gemüse beladen sind, durch das Dorf.

## Lokalitäten
Die Rock- und Blueskneipe Zur Alten Apotheke, auch „Theke“ genannt, ist besonders bekannt für ihre Live-Konzerte.

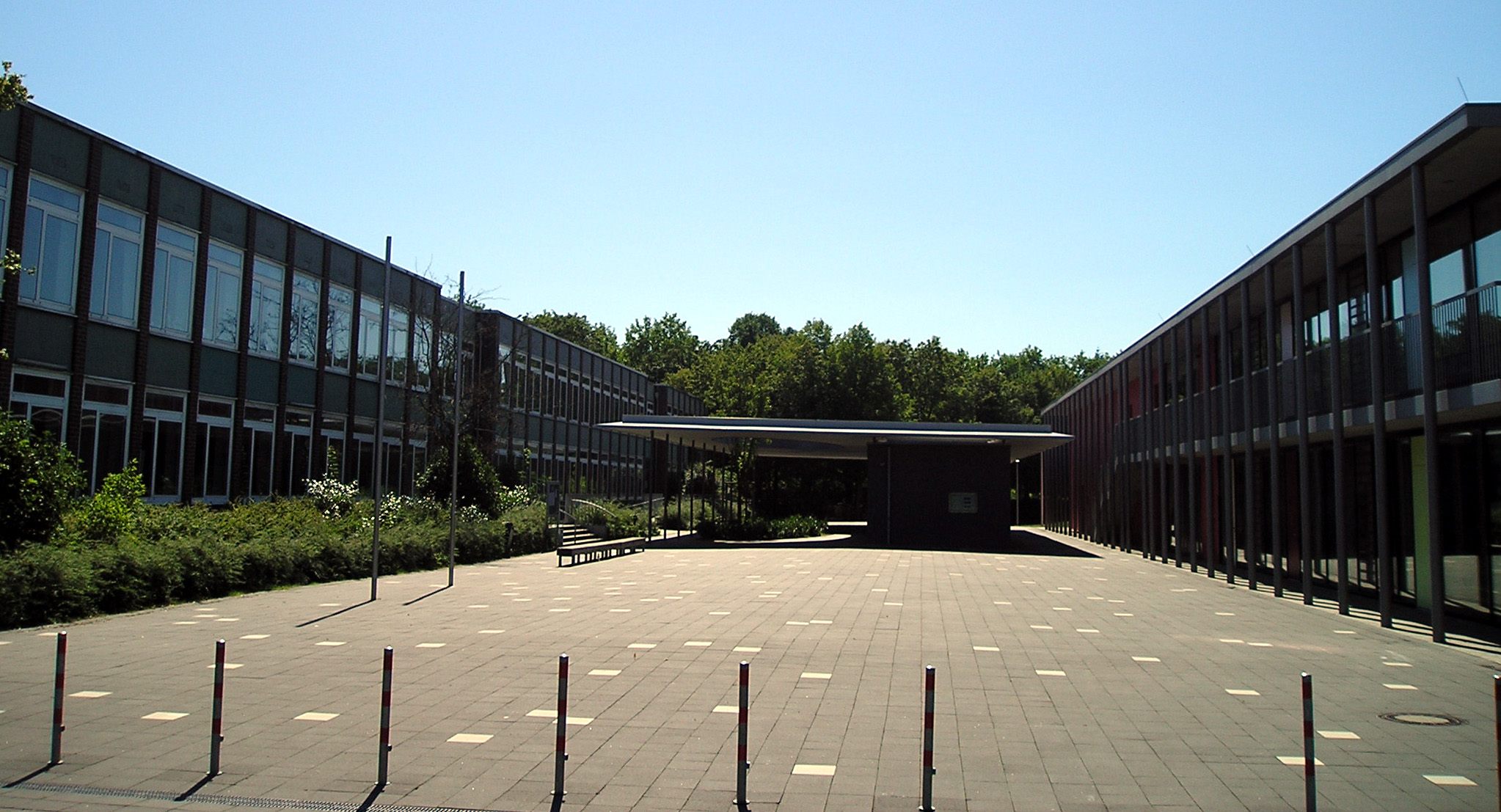
Haupteingang des Gymnasiums Koblenzer Straße

## Einkaufsmöglichkeiten
In Urdenbach gibt es ein kleines Einkaufszentrum. Der Einzelhandel ist durch eine Supermarktfiliale, eine Filiale einer Bäckerei und ein Blumengeschäft vertreten. Weiterhin sind hier eine Grillstube, vier Restaurants, ein Café und zwei Apotheken zu finden.

## Schulen
- Grundschulen
  - Gemeinschaftsgrundschule Garather Straße
  - Gemeinschaftsgrundschule Südallee
- Weiterführende Schulen
  - Gymnasium Koblenzer Straße
  - Theodor-Litt-Realschule

## Persönlichkeiten
- Alf Meyer zum Gottesberge (1908–2001), Hals-Nasen-Ohren-Arzt und Lehrstuhlinhaber an der Universität Düsseldorf, lebte in Urdenbach.[29]